# Трубецкой, Николай Иванович (1807)
Князь Никола́й Ива́нович Трубецко́й (12 февраля 1807 — 30 мая 1874) — публицист,  католик и славянофил; внук князя Д. Ю. Трубецкого. Владелец усадьбы Знаменское-Садки. 

## Биография
Младший сын камергера князя Ивана Дмитриевича Трубецкого (1756—1827) от брака с известной московской красавицей Екатериной Александровной Мансуровой (ум. 1831). По линии отца приходился двоюродным дядей Льву Толстому и четвероюродным братом Пушкину. В семье Трубецких поэт часто бывал в детстве с сестрой.
Вырос в богатом родительском доме на Покровке, где собирался весь литературный мир столицы, устраивались балы и благотворительные спектакли. Получил хорошее домашнее образование под руководством М. Погодина, проводившего в качестве учителя каждое лето в подмосковном имении Трубецких Знаменском. После смерти отца, жил с матерью в Петербурге в доме дяди П. А. Мансурова.
Службу начал корнетом Малороссийского кирасирского полка, а затем перешёл в лейб-гвардии Конный полк. Но уже в 1830 году вышел в отставку. По словам современницы, молодой Трубецкой был «очень красивым молодым человеком, ума довольно посредственного, но славный малый и к тому же владел пятью или шестью тысячами крестьян».

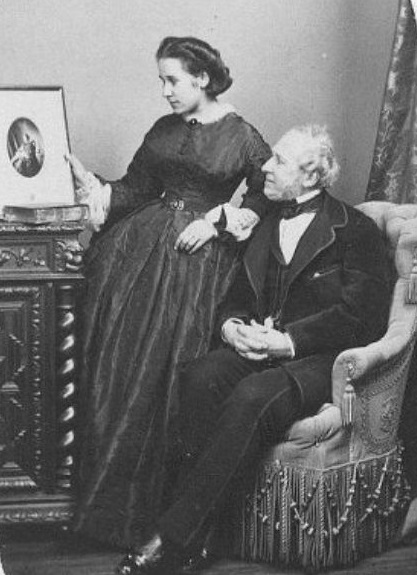
Трубецкой с дочерью

После смерти матери в конце 1831 года Трубецкой планировал с незамужней сестрой Александрой переехать в Берлин к старшей сестре Мансуровой. Но их переезд за границу не состоялся.
В 1837 году они жили в Москве, где в сентябре сестра Александра вышла замуж за князя Н. И. Мещерского, а в ноябре Николай Иванович женился на графине Гудович. В начале 1840-х годов вместе с женой уехал из России и поселился во Франции, где купил шато (имение) Бельфонтен близ Фонтенбло (в Самуа-сюр-Сен). Занимался публицистикой, иногда выступал под псевдонимом М. Ольгердович.
В своих статьях касался актуальных вопросов политической жизни России; в вопросе об отмене крепостного права он занимал умеренно-либеральную позицию. Современники весьма скептически относились к его творчеству. Герцен находил его брошюры «глупыми»; другие считали князя крайне ограниченным человеком. С. Т. Аксаков и Н. А. Некрасов сатирически изобразили его в своих произведениях. С ним же связывают и образ «князя Коко», одного из предводителей дворянской оппозиции, в «Дыме» Тургенева. Л. Н. Толстой посетивший дядюшку во Франции в 1857 году, в дневнике назвал его «глупым и жестоким».
Под влиянием Погодина проявлял интерес к славянофильским идеям, но несмотря на это, в 1843 году отрекся от православия и перешел в католицизм. По словам писателя Е. М. Феоктистова, Трубецкой «слепо, безусловно верил во все, что наговаривали ему католические попы, монахи и сестры милосердия». Своим образом жизни и сумбурными понятиями он производил странное впечатление на окружающих. 

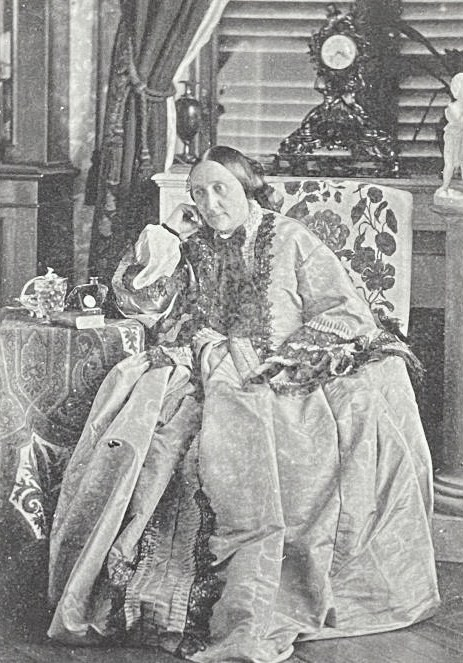
Княгиня Анна Андреевна

Скончался в мае 1874 года в своем доме в Бельфонтене и был похоронен в Самуа, на кладбище при капелле, выстроенной им. После его смерти Тургенев цинично заметил: «Вот наконец и бедный князь Трубецкой отправился удостовериться, правда ли то, что рассказывали ему его иезуиты».

## Семья
Жена (с 12 ноября 1837 года)—  графиня Анна Андреевна Гудович (1818—1882), дочь графа, генерал-майора Андрея Ивановича Гудовича (1782—1867) от брака с польской красавицей Екатериной Николаевной Правдич-Залесской (1781—1847). Вместе с мужем жила во Франции, где отличалась причудливым образом жизни. В браке имела:
- Андрей (01.11.1838[6]— ?), крещен 12 ноября 1838 года в церкви Иоанна Богослова на Бронной при восприемстве князя С. М. Голицына и бабушки графини Е. Н. Гудович.
- Екатерина (1840—1875), с 1858 года замужем за дипломатом князем Николаем Алексеевичем Орловым (1827—1885), их сыновья  Алексей (1867—1916; генерал) и Владимир (1868—1927).